# Мєдоварцево
Мєдоварцево (рос. Медоварцево) — присілок в Вачському районі Нижньогородської області Російської Федерації.
Населення становить 173 особи. Входить до складу муніципального утворення Арефинська сільрада.

## Історія
Від 2009 року входить до складу муніципального утворення Арефинська сільрада.

## Населення
| 1859 | 1897 | 1905 | 1926 | 1999 | 2002 | 2010 |
| ---- | ---- | ---- | ---- | ---- | ---- | ---- |
| 587  | ↗637 | ↗640 | ↗666 | ↘230 | ↘201 | ↘173 |